# Barbara Finlayson-Pitts
Barbara J. Finlayson-Pitts (* 1948) ist eine kanadisch-amerikanische Chemikerin und emeritierte Distinguished Professorin an der University of California, Irvine. Sie gilt als Expertin auf dem Gebiet der atmosphärischen Chemie und hat bedeutende Beiträge zur Aufklärung von chemischen Reaktionen in der Luft geleistet, insbesondere im Bereich der Bildung photochemischer Luftverschmutzung und der molekularen Grundlagen atmosphärischer Grenzflächenreaktionen.

## Leben
Finlayson-Pitts schloss im Jahr 1970 ihr Studium der Chemie an der Trent University in Peterborough, Kanada, mit einem Bachelor ab. Anschließend promovierte sie 1973 an der University of California, Riverside im Fach Chemie. Ab 1974 lehrte und forschte sie an der California State University, Fullerton, wo sie bis 1994 als Professorin tätig war.
Im Jahr 1994 wechselte sie an die University of California, Irvine, wo sie als Professorin für Chemie und später als Distinguished Professor wirkte. An der UCI gründete sie 2004 das AirUCI Institute, dessen Co-Direktorin sie seitdem ist.

## Wirken
Das wissenschaftliche Wirken von Barbara Finlayson-Pitts umfasst vor allem Laborstudien zu chemischen Reaktionen in der Atmosphäre, insbesondere zur Bildung und zum Wachstum von Partikeln sowie zur atmosphärischen Umwandlung von Pestiziden. Sie leistete bedeutende Beiträge für das Verständnis von Umweltproblemen wie Luftverschmutzung und deren gesundheitlichen Auswirkungen. Ihre Arbeit führte zu wichtigen Erkenntnissen über die molekularen Grundlage der chemischen Transformationen an Umweltgrenzflächen und beeinflusste die öffentliche Politik und regulatorische Maßnahmen im Bereich der Luftqualität.
In ihrem Labor werden insbesondere Reaktionen untersucht, die photochemisch aktive halogenhaltige Gase wie Cl₂ und Br₂ aus Meersalzpartikeln generieren. Zudem erforscht sie die Wechselwirkungen von Stickstoffoxiden und organischen Verbindungen auf Oberflächen von Partikeln und deren Auswirkungen auf die Atmosphäre.
Finlayson-Pitts veröffentlichte mehr als 200 wissenschaftliche Publikationen und gemeinsam mit ihrem verstorbenen Ehemann James N. Pitts Jr. zwei Lehrbücher der Atmosphärischen Chemie.
Finlayson-Pitts erhielt für ihr Wirken zahlreiche Auszeichnungen und Ehrungen, darunter die Aufnahme in die National Academy of Sciences (2006) und in die American Academy of Arts and Sciences (2006) und die Auszeichnung als Fellow der American Association for the Advancement of Science (1993), der American Geophysical Union (2002) und der Royal Society of Chemistry (2013). Sie ist Trägerin des Tolman Awards (2007) und der Garvan-Olin-Medaille (2017). Im Jahr 2019 erhielt sie den Environment Prize der Royal Society of Chemistry für bahnbrechende Forschung auf dem Gebiet der atmosphärischen Chemie. 2025 wurde sie mit dem L’Oréal-UNESCO-Preis ausgezeichnet. Neben ihrer Forschungstätigkeit ist sie für ihren Einsatz in der Lehre und ihre Rolle als Mentorin bekannt, wofür sie unter anderem mit dem UCI Graduate Voice Faculty Mentor Award im Jahr 2000 ausgezeichnet wurde.

## Veröffentlichungen
- Barbara J. Finlayson-Pitts, James N. Pitts Jr.: Atmospheric Chemistry: Fundamentals and Experimental Techniques. John Wiley & Sons Inc, 1986, ISBN 978-0-471-88227-5, S. 1128 (englisch).
- Barbara J. Finlayson-Pitts, James N. Pitts Jr.: Chemistry of the Upper and Lower Atmosphere: Theory, Experiments, and Applications. Academic Press, 1999, ISBN 978-0-12-257060-5, S. 969 (englisch).